# 288 (tal)
288 är det naturliga talet som följer 287 och som följs av 289.

## Inom vetenskapen
- 288 Glauke, en asteroid.

## Inom matematiken
- 288 är ett jämnt tal.
- 288 är ett Akillestal.
- 288 är ett dodekagontal.
- 288 är ett mycket ymnigt tal.
- 288 är ett pentagonalt pyramidtal